# Medon celebensis
Medon celebensis är en skalbaggsart som beskrevs av Sharp 1908. Medon celebensis ingår i släktet Medon och familjen kortvingar. Inga underarter finns listade i Catalogue of Life.